# درگیری میان هواداران زن پرسپولیس و هواداران مرد سپاهان
درگیری بین هواداران زن تیم پرسپولیس و هواداران مرد تیم سپاهان در تاریخ ۱۲ اردیبهشت ۱۴۰۳ در ورزشگاه آزادی رخ داد، این درگیری اولین تقابل میان طرفداران فوتبال در ایران بود که در آن یک طرف مردان  و در طرف دیگر زنان حضور داشتند، دو طرف دعوا شروع به فحاشی کردند و این درگیری که در ابتدا لفظی بود ادامه پیدا کرد تا اینکه دو طرف درگیری فیزیکی را هم شروع و به سمت یکدیگر سنگ، صندلی و اشیاء مختلف دیگری نیز پرتاب کردند. این درگیری در ابتدا جنسیتی بود و دشنام هایی که داده می‌شد اغلب جنسیتی بودند ولی در آخر به یک نزاع گسترده تبدیل شد و اکثر افراد حاضر در ورزشگاه آزادی را درگیر کرد. رئیس سپاهان اصفهان در این درگیری نقش بسیار مهمی داشت، این لیدر مسن ابتدا در ویدئویی به طرفداران زن تیم پرسپولیس توهین کرد و به آن‌ها دشنام جنسیتی داد. این اتفاق واکنش‌های گسترده‌ای به همراه داشت، وی همچنین طرفداران سپاهان را به هجوم علیه پرسپولیسی‌ها تشویق می‌کرد. وی در نهایت بازداشت شد و طبق رای کمیته انضباطی فدراسیون فوتبال ایران به ۱۰ سال محرومیت از حضور در ورزشگاه های فوتبال، فوتسال و فوتبال ساحلی و سایر رشته های ورزشی مرتبط با فوتبال محکوم شد.

## جزئیات بیشتر
آغاز پرتاب سنگ و صندلی با مجادله لفظی
در فاصله ۹۰ دقیقه تا شروع مسابقه، التهاب روی سکوها بیشتر و بیشتر شد. طرفداران زردپوش در. این لحظات تلاش داشتند تا سرود قهرمانی را بخوانند که پس از ناکامی ، به سر دادن شعاری توهین آمیز روی آوردند. سپس بین چند هوادار پرسپولیسی حاضر در قسمت جایگاه و سپاهانی‌ها مجادله‌ای لفظی پیش آمد و چند هوادار از سوی هر دو تیم، اقدام به پرتاب صندلی کردند. درحالی که تصور می‌شد این درگیری‌ها خیلی زود به پایان برسد ، در سمت دیگر ورزشگاه درگیری یا حتی به عبارتی مبارزه گسترده‌تری شکل گرفت. پرتاب سنگ و صندلی از سوی هواداران سپاهان به حدی بود که یک جایگاه از هواداران پرسپولیس خالی شد و آنها به شکل فشرده در کنار دیگران مستقر شدند، در همین لحظات نیروی انتظامی سبزپوش ورزشگاه وارد عمل شد و تلاش کرد تا سپاهانی‌های خشمگین را عقب براند. اما طلایی پوشان خشمگین نه تنها به عقب رانده نشدند بلکه مصمم تر اقدامات خود را پی گرفتند. البته موازی با سنگ و صندلی پرانی آنها ، عده کوچکی از هواداران پرسپولیس که زن بودند نیز از خجالت سپاهانی‌ها درآمدند. خشم غیرقابل کنترل و باورنکردنی روی سکوها از ساعت ۱۹:۳۰ هواداران سپاهان خشمگین‌تر به مبارزه علیه قرمزها پرداختند ، البته شاید نام مبارزه برای این درگیری هوادارای خیلی بزرگ باشد اما انتخاب واژه دیگری برای توصیف آن لحظات نیز درست نیست. در واقع درگیری‌ها به این شکل بود که چند هوادار سپاهان صندلی‌ها را می‌شکستند و بدون ترس به سوی پرسپولیسی‌ها دویده و به سمت‌شان پرتاب می‌کردند و البته پاسخ خود را هم می‌گرفتند که در نتیجه این درگیری تعداد زیادی از دو طرف دیگر مجروح و مصدوم شدند. نکته مهم عصبانیت غیرقابل کنترل طرفداران تیم میهمان بود که با ضرب دست فوق‌العاده‌شان همراه شده و آتش درگیری‌ها را بیشتر و بیشتر می‌کرد. در لحظاتی که به نظر می‌رسید جلیقه سبزها قادر به کنترل وضعیت نیستند، چند سپاهانی روی تونل رفتند و عده‌ای از آن‌ها شیشه تونل میکسدزون را شکستند. مصدومیت چند نفر از اعضای اورژانس و پرتاب چند سرباز به قسمت پایین ، باعث شد تا نیروی انتظامی به تکاپو افتاده و با خشم بیشتری تلاش خود برای بازگرداندن آرامش به سکوها را دنبال کند. سرانجام تلاش آن‌ها به هدایت برخی از هواداران سپاهان به خارج از سکوها منجر شد و برای لحظاتی امنیت در ورزشگاه حکم فرما شد ولی در لحظاتی که همه تصور می‌کردند این جنگ هواداری به پایان رسیده ماجرای جدیدی در راه بود. تلاش هواداران پرسپولیس برای تسخیر سکوها در همان لحظات بود که ظرفیت جایگاه هواداران پرسپولیس پر شد اما هنوز عده زیادی از قرمزها در بیرون ورزشگاه بودند. آنها که اغلب در ورودی‌های طبقه دوم تجمع کرده بودند، پس از این که از خالی بودن بخشی از سکوها در طبقه دوم آگاهی یافتند، تلاش کردند تا وارد ورزشگاه شوند. آنها با زور و زحمت خود را به بالای سر سپاهانی‌ها رساندند و مقاومت نیروی انتظامی را شکستند، هر لحظه پرسپولیسی‌ها صندلی‌های بیشتری را در این قسمت به تسخیر خود درآوردند و سرانجام در آن قسمت مستقر شدند اما باوجود این که دقیقاً بالای سر سپاهانی‌ها بودند، هیچ صندلی را به سمتشان پرتاب نکردند با این وجود سپاهانی‌هایی که از این موضوع گله داشتند و احساس ترس هم می‌کردند، دوباره شروع به شکستن صندلی کرده و این بار به داخل زمین پرتاب کردند. در همین لحظات بازیکنان دو تیم برای گرم کردن در زمین حضور داشتند و دقایقی بعد نیز برای انجام مسابقه وارد زمین شدند. این درحالی بود که عکاس‌ها نمی‌توانستند در پشت دروازه سپاهان مستقر شوند چرا که پرتاب سنگ و صندلی در آن لحظات شدت بیشتری داشت. شعارهای بی پایان و پرتاب‌های تمام نشدنی
شروع مسابقه از التهاب روی سکوها کاست اما با هر اتفاق در درون زمین، شعار هواداران پرسپولیس و پرتاب اشیای هواداران سپاهان از سر گرفته می‌شد. سرخپوشان در طول ۹۰ دقیقه بارها علیه امیر قلعه‌نویی شعار دادند و حتی می‌توان گفت که قلعه نویی سخت‌ترین روز فوتبالی خود را سپری کرد چرا که حتی در مسابقات شهرآورد نیز پرسپولیسی‌ها تا این حد علیه او شعار نمی‌دادند. در بین دو نیمه، پخش موسیقی و جابجایی زنان پرسپولیسی هم در پایان درگیری‌ها اثر نگذاشت و هواداران حسابی از خجالت یکدیگر درآمدند. نیروی انتظامی با تعداد گسترده‌تری در کنار زمین و مقابل هواداران سپاهان حاضر شد اما آنها خستگی ناپذیر به فعالیت خود ادامه می‌دادند و این درگیری‌ها که در ابتدا جنسیتی بود در آخر به یک درگیری گسترده تبدیل شد و بیشتر افراد حاضر در ورزشگاه آزادی را درگیر کرد.
تهدید پرسپولیسی‌ها و حبس هواداران میهمان
در پایان بازی حدود ۵۰۰ هوادار پرسپولیس در قسمت جایگاه، هواداران سپاهان را تهدید کردند که در بیرون ورزشگاه منتظر آنها خواهند بود. البته طرفداران سپاهان نیز از این تهدید استقبال کردند اما تصمیم مسئولان انتظامی ورزشگاه چیز دیگری بود، تا حدود ۳۰ دقیقه پس از بازی، هواداران سپاهان روی سکوها حبس شدند تا پرسپولیسی‌ها از بیرون ورزشگاه متفرق شوند. سپاهانی‌ها در لحظه ای که بازیکنان خودشان قصد ترک زمین را داشتند، به سمتشان رفتند و به نظر می‌رسید قصد صحبت کردن با آنها را دارند. بازیکنان نیز با طرفداران صحبت و به زعم خود، از آنها تشکر کردند.
لیدر سپاهان اصفهان
لیدر سپاهان اصفهان در ویدئویی به هواداران زن پرسپولیس توهین کرد و به آنها دشنام جنسیتی داد و این اتفاق با واکنش‌های منفی گسترده‌ای برای سپاهان همراه شد. لیدر سپاهان اصفهان که یک پیرمرد بود در این درگیری نقش بسیار مهمی داشت و هواداران سپاهان را برای هجوم به سمت هواداران پرسپولیس مخصوصاً هواداران زن پرسپولیس رهبری و سازماندهی می‌کرد و برای این کار به آنها روحیه می‌داد که در نهایت بازداشت شد.
اعتراض مدیر سپاهان
رضا فتاحی مدیر سپاهان به محکوم کردن سپاهان اعتراض کرد و گفت: «زنان پرسپولیسی سنگ و آب جوش پرت کردند. عجیب است پرسپولیسی‌ها عذرخواهی نمی‌کنند.»

## نتایج
مصدومیت و مجروح شدن هواداران دو تیم، محکومیت‌های کمیته انضباطی برای دو باشگاه، بازگشت ممنوعیت‌های ورود زنان به ورزشگاه‌های دیگر تاکنون از نتایج این درگیری بوده است.
در تاریخ ۱۸ اردیبهشت ۱۴۰۳ فدراسیون فوتبال ایران در حکمی تاریخی اعلام کرد که بازی‌های فصل آینده میان پرسپولیس و سپاهان فقط با حضور تماشاگران زن برگزار می‌شود و مردان حق حضور در این دو بازی را ندارند.

## واکنش‌ها
بعضی از افراد در فضای مجازی درگیری میان هواداران زن پرسپولیس و هواداران مرد سپاهان را «روز سیاه فوتبال ایران» خواندند.